# Loom Bielefeld
Loom Bielefeld is een winkelcentrum in de binnenstad van Bielefeld, in het voetgangersgebied tussen Bahnhofstrasse, Stresemannstrasse en Zimmerstrasse. Het werd geopend op 26 oktober 2017.  

## Geschiedenis
In 2011 nam ECE de in 1977 gebouwde  City Passage in het centrum van Bielefeld over. Het management besloot de City Passage af te breken en een nieuw winkelcentrum te bouwen. De bouwwerkzaamheden begonnen in oktober 2015 en na twee jaar, in oktober 2017 werd het winkelcentrum geopend. De bouwkosten bedroegen 135 miljoen euro. 
De naam Loom verwijst naar de historische locatie waar oooit de eerste weverij van Bielefeld stond. Bielefeld zelf was lange tijd een centrum van de linnenindustrie . In een opiniepeiling koos de meerderheid voor de "Loom". 

## Ligging
Het winkelcentrum bevindt zich in het voetgangersgebied van het stadscentrum van Bielefeld tussen het station Bielefeld Hauptbahnhof en het oude centrum.

## Architectuur
Het middelpunt van het gebouw is een ellipsvormig atrium van  4 verdiepingen, die worden overbrugd door een 24 meter lange roltrap. Het thema 'linnen komt op veel plaatsen architectonisch en in de inrichting terug.

## Gebruik
Het centrum biedt onderdak aan zo'n 110 winkels gepresenteerd op een totale oppervlakte van 26.000 m². De ankerhuurders in het centrum zijn kledingwinkel Primark, die ruim 5.000 vierkante meter beslaat verdeeld over drie verdiepingen, Smyths Toys, Bershka en de supermarktketen Rewe. In het centrum is een foodcourt gerealiseerd onder de naam Loom Kitchen met diverse fastfoodrestaurants. 

## Galerij

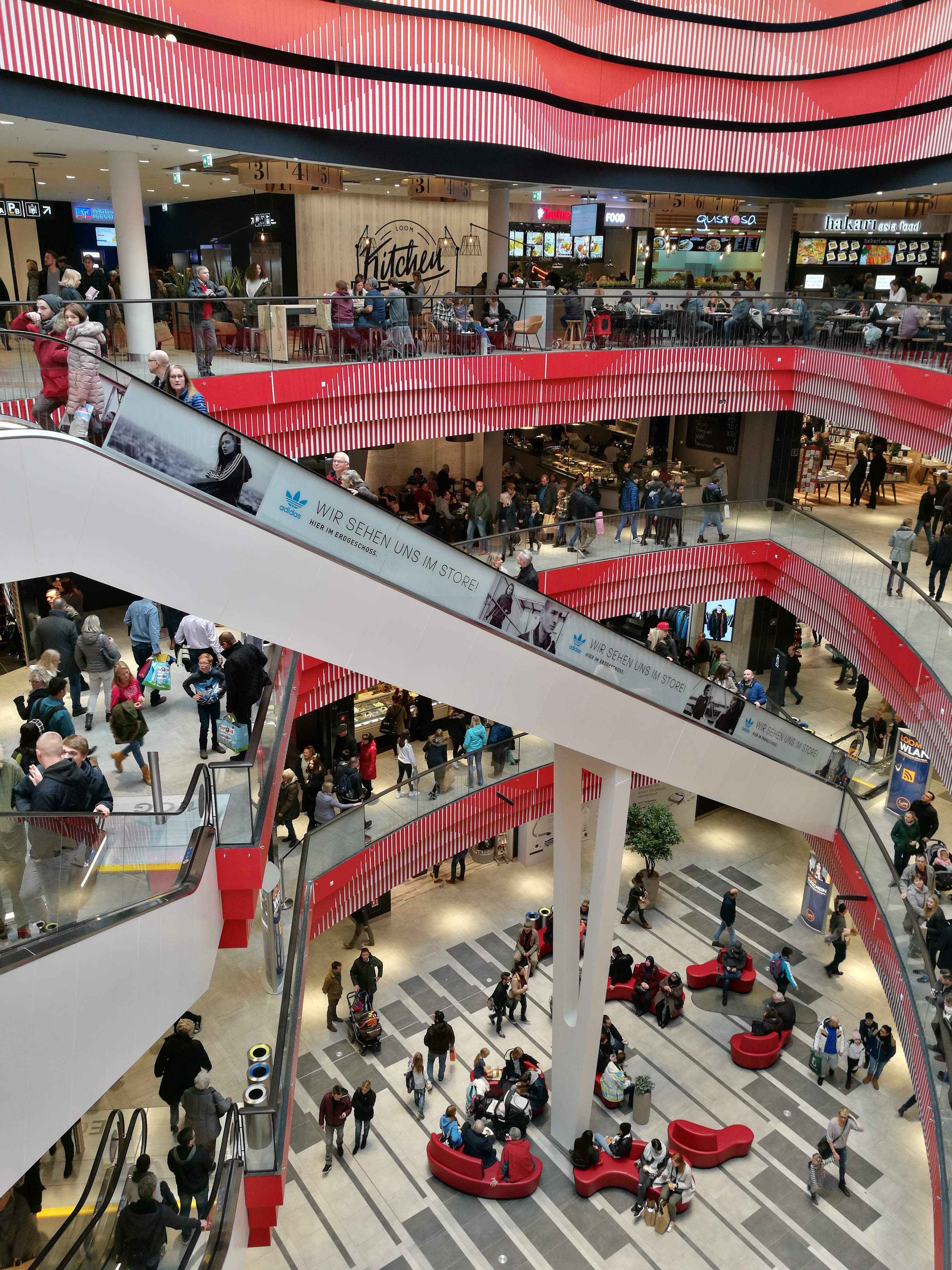
Loom Bielefeld Plaza